# Gleisendschuh

Skizze für einen Gleisendschuh
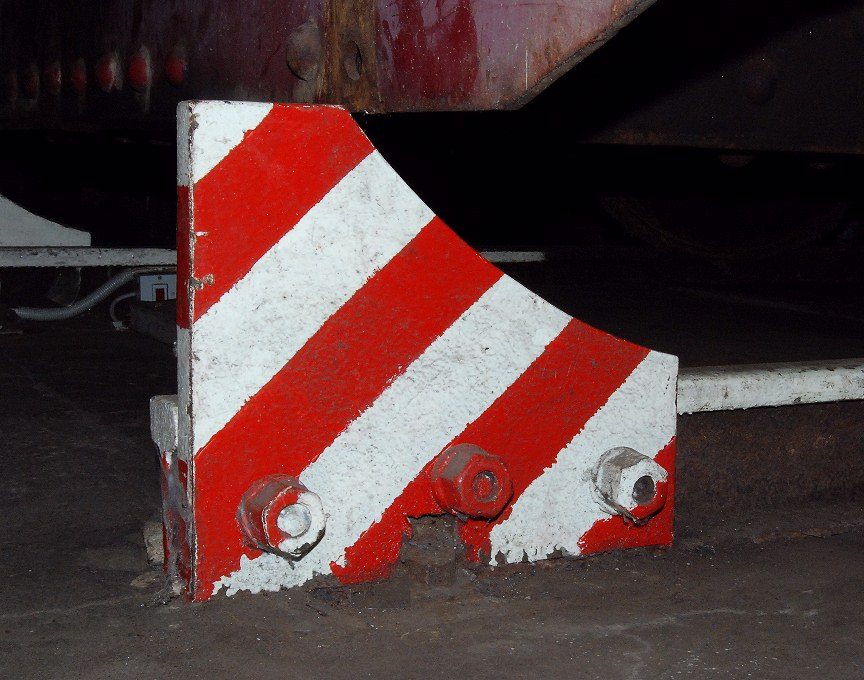
Foto eines Gleisendschuhs im Lokschuppen

Gleisendschuhe sind permanente Gleisabschlüsse bei Eisenbahngleisen, die dort angewendet werden, wo Prellböcke nicht infrage kommen oder nicht notwendig sind. Das ist z. B. bei Stumpfgleisen an Drehscheiben und Schiebebühnen sowie bei Gleisen, die im Lokschuppen enden, der Fall.
Der Gleisendschuh ist eine aufrecht am Schienenende (jeweils an beiden Schienensträngen eines Gleises) angebrachte metallene Platte, deren Oberkante ausgekehlt ist, um das Anlaufen des Eisenbahnrades zu ermöglichen.
Gleisendschuhe dürfen die Schienenoberkante um höchstens 55 mm überragen, damit die Bahnräumer von Triebfahrzeugen nicht beschädigt werden können. 130 mm Höhe sind zulässig, wenn auf dem jeweiligen Gleis nur Wagen abgestellt werden sollen.
Anstelle der Gleisendschuhe können auf Gleisen, die nur zum Abstellen von Wagen dienen, vorübergehend auch doppelte Radvorleger verwendet werden.